# Cohors III Collecta
Die Cohors III Collecta [Valeriana Galliena] (deutsch 3. Kohorte die Zusammengestellte [die Valerianische Gallienische]) war eine römische Auxiliareinheit. Sie ist durch Inschriften belegt.

## Namensbestandteile
- Collecta: die Zusammengestellte.[A 1]

- Valeriana Galliena: die Valerianische Gallienische. Eine Ehrenbezeichnung, die sich auf Valerian (253–260) und seinen Sohn Gallienus (260–268) bezieht. Der Zusatz kommt in der Inschrift (CIL 3, 7450) an einer nachträglich ausgemeißelten Stelle vor.

Da es keine Hinweise auf die Namenszusätze milliaria (1000 Mann) und equitata (teilberitten) gibt, ist davon auszugehen, dass es sich um eine reine Infanterie-Kohorte, eine Cohors (quingenaria) peditata, handelt. Die Sollstärke der Einheit lag bei 480 Mann, bestehend aus 6 Centurien mit jeweils 80 Mann.

## Geschichte
Zu den Anfängen der Kohorte gibt es unterschiedliche Vermutungen. Der erste Nachweis der Kohorte in der Provinz Moesia beruht auf einer Inschrift, die auf 253/254 datiert ist. Eine weitere Inschrift (CIL 3, 7450), die auf 258 datiert ist, belegt die Einheit in derselben Provinz.

## Standorte
Standorte der Kohorte in Moesia waren:
- Municipium Montanensium: Die Inschriften (AE 1957, 340, CIL 3, 7450) wurden hier gefunden.

## Angehörige der Kohorte
Folgende Angehörige der Kohorte sind bekannt:

### Kommandeure
- Ael(ius) Maximus, ein Tribun (AE 1957, 340)
- P(ublius) Ael(ius) Antoninus (CIL 3, 7450)